# Joachim Mununga
Joachim Lubangwana Mununga (Ottignies-Louvain-la-Neuve, 30 giugno 1988) è un allenatore di calcio ed ex calciatore congolese (Repubblica Democratica del Congo), nato in Belgio, di ruolo attaccante, tecnico dell'OH Lovanio Under-19.

## Carriera

### Giocatore

#### Club

##### Giovanili e Tubize
Dopo aver giocato nelle giovanili di RJ Wavre, OH Lovanio, Standard Liegi e R.E. Mouscron, nel 2006 passa al Tubize-Braine, squadra con cui esordisce nel calcio il 23 agosto 2006, a 18 anni, nella vittoria per 3-0 sul campo del Dessel Sport in Tweede klasse, seconda serie belga Segna la prima rete in carriera la stagione successiva, il 1º dicembre 2007 in campionato contro l'Ostenda, realizzando l'1-0 nella vittoria per 4-0. Nelle due stagioni giocate in giallorosso gioca 42 volte segnando 3 gol.

##### Mechelen
Nell'estate 2008 va a giocare al Malines in Pro League, prima divisione belga, debuttando il 23 agosto nella sconfitta esterna per 3-1 di campionato contro l'R.E. Mouscron. Il 22 novembre segna il primo gol, quello del pareggio nella sconfitta per 2-1 in trasferta contro il Cercle Bruges in Pro League. In due stagioni e mezzo a Malines ottiene 92 presenze e 15 gol.

##### Genclerbirligi
A metà stagione 2010-2011 si trasferisce per la prima volta fuori dal Belgio, in Turchia al Gençlerbirliği, in Süper Lig, massima serie turca. Gioca la sua prima partita il 16 gennaio 2011 in Coppa di Turchia contro lo Yeni Malatyaspor vincendo per 2-0. Il 19 febbraio trova il primo gol, quello del momentaneo 1-0 nella sconfitta per 3-2 in casa contro il Karabükspor in campionato. Rimane ad Ankara anche la stagione successiva, chiudendo con 28 partite giocate e 2 gol in una stagione e mezza.

##### Beerschot
Ritorna in Belgio a luglio 2012, passando al Beerschot, in massima serie. Fa il suo esordio il 28 luglio perdendo 4-2 in casa con il Lokeren in campionato. Il 16 settembre realizza il primo gol, quello del 2-2 nella vittoria casalinga per 3-2 sullo Standard Liegi in Pro League, Ottiene 25 apparizioni in campo, segnando 2 volte, retrocedendo in seconda serie.

##### Mons
La stagione successiva rimane in Pro League trasferendosi al Mons, con il quale debutta il 27 luglio 2013 nell'1-1 di campionato in casa contro il Cercle Bruges. Contro gli stessi avversari nel girone di ritorno, il 14 dicembre, realizza la prima rete, quella che accorcia nella sconfitta per 2-1. Gioca in biancorosso per 20 volte segnando 2 reti, non riuscendo però ad evitare la seconda retrocessione consecutiva in Tweede klasse.

##### Maccabi Petah Tiqwa
Nell'estate 2014 tenta la seconda esperienza all'estero, in Israele, al Maccabi Petah Tiqwa, squadra di Ligat ha'Al, massima divisione israeliana. Esordisce il 27 settembre nel 3-2 casalingo di campionato sull'Hapoel Ra'anana. Segna il suo primo gol il 1º novembre nella vittoria per 1-0, sempre in casa, contro il Maccabi Haifa in Ligat ha'Al. Resta a Petah Tiqwa due stagioni, ottenendo 65 presenze e 7 reti e vincendo la Coppa Toto al secondo anno.

##### Viterbese Castrense
Dopo essere rimasto senza squadra per 5 mesi, il 30 novembre 2016 si accorda con la Viterbese Castrense, squadra di Lega Pro nella quale era in prova da 20 giorni. Debutta l'8 dicembre 2016 nella sfida casalinga di campionato contro la Siena, persa per 1-0, entrando al 65º. Dopo 4 presenze, il 31 gennaio 2017, ultimo giorno di calciomercato invernale, rescinde il contratto con i laziali, chiudendo l'esperienza italiana dopo soli due mesi.

### Allenatore
Nel 2017 si ritira dal calcio giocato e diventa tecnico dell'OH Lovanio Under-19.

#### Nazionale
Tra 2009 e 2010 ha collezionato 10 presenze e 2 gol con l'Under-21 belga, esordendo il 27 marzo 2009 in amichevole contro la Svezia in casa a Sint-Niklaas, siglando la rete del pareggio per 1-1, nella sfida vinta in rimonta per 2-1. Il 4 settembre dello stesso anno gioca la prima ufficiale, nelle qualificazioni all'Europeo Under-21 2011, in trasferta a Ta' Qali contro Malta, venendo sostituito all'85º, vincendo per 1-0. Chiude segnando l'1-0 nel 2-2 a Velenje, sul campo della Slovenia, sempre nelle qualificazioni all'Europeo 2011 del 3 settembre 2010. Nel 2011 opta per la Nazionale maggiore congolese, con la quale gioca due amichevoli, entrambe nello stesso anno, il 9 febbraio a Mantes-la-Ville, in Francia, contro il Gabon, sfida persa per 2-0 nella quale viene sostituito, e il 10 agosto a Bakau, in Gambia, contro i padroni di casa, perdendo anche in questo caso, per 3-0.

## Statistiche

### Presenze nei club
Statistiche aggiornate al 31 gennaio 2017.
| Stagione                   | Squadra                    | Campionato                 | Campionato | Campionato | Coppe nazionali | Coppe nazionali | Coppe nazionali | Coppe continentali | Coppe continentali | Coppe continentali | Altre coppe | Altre coppe | Altre coppe | Totale | Totale | Totale |
| Stagione                   | Squadra                    | Comp                       | Pres       | Reti       | Comp            | Pres            | Reti            | Comp               | Pres               | Reti               | Comp        | Pres        | Reti        | Pres   | Reti   |        |
| -------------------------- | -------------------------- | -------------------------- | ---------- | ---------- | --------------- | --------------- | --------------- | ------------------ | ------------------ | ------------------ | ----------- | ----------- | ----------- | ------ | ------ | ------ |
| 2006-2007                  | Tubize-Braine              | TK                         | 9          | 0          | CdB             | 1               | 0               | -                  | -                  | -                  | -           | -           | -           | 10     | 0      |        |
| 2007-2008                  | Tubize-Braine              | TK                         | 32         | 3          | CdB             | 0               | 0               | -                  | -                  | -                  | -           | -           | -           | 32     | 3      |        |
| Totale Tubize              | Totale Tubize              | Totale Tubize              | 41         | 3          | -               | 1               | 0               | -                  | -                  | -                  | -           | -           | -           | 42     | 3      |        |
| 2008-2009                  | Malines                    | PL                         | 29         | 5          | CdB             | 7               | 2               | -                  | -                  | -                  | -           | -           | -           | 36     | 7      |        |
| 2009-2010                  | Malines                    | PL                         | 26+6       | 2+2        | CdB             | 6               | 3               | -                  | -                  | -                  | -           | -           | -           | 38     | 7      |        |
| 2010-gen. 2011             | Malines                    | PL                         | 16         | 0          | CdB             | 2               | 1               | -                  | -                  | -                  | -           | -           | -           | 18     | 1      |        |
| Totale Mechelen            | Totale Mechelen            | Totale Mechelen            | 77         | 9          | -               | 15              | 6               | -                  | -                  | -                  | -           | -           | -           | 92     | 15     |        |
| gen.-giu. 2011             | Gençlerbirliği             | SL                         | 7          | 1          | TK              | 3               | 0               | -                  | -                  | -                  | -           | -           | -           | 10     | 1      |        |
| 2011-2012                  | Gençlerbirliği             | SL                         | 13         | 0          | TK+STC          | 1+4             | 0+1             | -                  | -                  | -                  | -           | -           | -           | 18     | 1      |        |
| Totale Genclerbirligi      | Totale Genclerbirligi      | Totale Genclerbirligi      | 20         | 1          | -               | 8               | 1               | -                  | -                  | -                  | -           | -           | -           | 28     | 2      |        |
| 2012-2013                  | Beerschot                  | PL                         | 21+3       | 2+0        | CdB             | 1               | 0               | -                  | -                  | -                  | -           | -           | -           | 25     | 2      |        |
| 2013-2014                  | Mons                       | PL                         | 19+1       | 2+0        | CdB             | 0               | 0               | -                  | -                  | -                  | -           | -           | -           | 20     | 2      |        |
| 2014-2015                  | Maccabi Petah Tiqwa        | LHA                        | 18+9       | 4+0        | GHM+CT          | 2+0             | 0+0             | -                  | -                  | -                  | -           | -           | -           | 29     | 4      |        |
| 2015-2016                  | Maccabi Petah Tiqwa        | LHA                        | 22+6       | 2+0        | GHM+CT          | 2+6             | 0+1             | -                  | -                  | -                  | -           | -           | -           | 36     | 3      |        |
| Totale Maccabi Petah Tiqwa | Totale Maccabi Petah Tiqwa | Totale Maccabi Petah Tiqwa | 55         | 6          | -               | 10              | 1               | -                  | -                  | -                  | -           | -           | -           | 65     | 7      |        |
| 2016-gen. 2017             | Viterbese Castrense        | LP                         | 4          | 0          | -               | -               | -               | -                  | -                  | -                  | -           | -           | -           | 4      | 0      |        |
| Totale carriera            | Totale carriera            | Totale carriera            | 241        | 23         | -               | 35              | 8               | -                  | -                  | -                  | -           | -           | -           | 276    | 31     |        |

### Cronologia presenze e reti in nazionale
| Cronologia completa delle presenze e delle reti in nazionale ― RD del Congo | Cronologia completa delle presenze e delle reti in nazionale ― RD del Congo | Cronologia completa delle presenze e delle reti in nazionale ― RD del Congo | Cronologia completa delle presenze e delle reti in nazionale ― RD del Congo | Cronologia completa delle presenze e delle reti in nazionale ― RD del Congo | Cronologia completa delle presenze e delle reti in nazionale ― RD del Congo | Cronologia completa delle presenze e delle reti in nazionale ― RD del Congo | Cronologia completa delle presenze e delle reti in nazionale ― RD del Congo |
| Data                                                                        | Città                                                                       | In casa                                                                     | Risultato                                                                   | Ospiti                                                                      | Competizione                                                                | Reti                                                                        | Note                                                                        |
| --------------------------------------------------------------------------- | --------------------------------------------------------------------------- | --------------------------------------------------------------------------- | --------------------------------------------------------------------------- | --------------------------------------------------------------------------- | --------------------------------------------------------------------------- | --------------------------------------------------------------------------- | --------------------------------------------------------------------------- |
| 9-2-2011                                                                    | Mantes-la-Ville                                                             | Gabon                                                                       | 2 – 0                                                                       | RD del Congo                                                                | Amichevole                                                                  | -                                                                           | Uscita                                                                      |
| 10-8-2011                                                                   | Bakau                                                                       | Gambia                                                                      | 3 – 0                                                                       | RD del Congo                                                                | Amichevole                                                                  | -                                                                           |                                                                             |
| Totale                                                                      |                                                                             | Presenze                                                                    | 2                                                                           |                                                                             | Reti                                                                        | 0                                                                           |                                                                             |

| Cronologia completa delle presenze e delle reti in nazionale ― Belgio under 21 | Cronologia completa delle presenze e delle reti in nazionale ― Belgio under 21 | Cronologia completa delle presenze e delle reti in nazionale ― Belgio under 21 | Cronologia completa delle presenze e delle reti in nazionale ― Belgio under 21 | Cronologia completa delle presenze e delle reti in nazionale ― Belgio under 21 | Cronologia completa delle presenze e delle reti in nazionale ― Belgio under 21 | Cronologia completa delle presenze e delle reti in nazionale ― Belgio under 21 | Cronologia completa delle presenze e delle reti in nazionale ― Belgio under 21 |
| Data                                                                           | Città                                                                          | In casa                                                                        | Risultato                                                                      | Ospiti                                                                         | Competizione                                                                   | Reti                                                                           | Note                                                                           |
| ------------------------------------------------------------------------------ | ------------------------------------------------------------------------------ | ------------------------------------------------------------------------------ | ------------------------------------------------------------------------------ | ------------------------------------------------------------------------------ | ------------------------------------------------------------------------------ | ------------------------------------------------------------------------------ | ------------------------------------------------------------------------------ |
| 27-3-2009                                                                      | Sint-Niklaas                                                                   | Belgio under 21                                                                | 2 – 1                                                                          | Svezia under 21                                                                | Amichevole                                                                     | 1                                                                              |                                                                                |
| 12-8-2009                                                                      | Wetteren                                                                       | Belgio under 21                                                                | 0 – 0                                                                          | Finlandia under 21                                                             | Amichevole                                                                     | -                                                                              | 68’                                                                            |
| 4-9-2009                                                                       | Ta' Qali                                                                       | Malta under 21                                                                 | 0 – 1                                                                          | Belgio under 21                                                                | Qual. Europeo Under-21 2011                                                    | -                                                                              | 85’                                                                            |
| 8-9-2009                                                                       | Westerlo                                                                       | Belgio under 21                                                                | 2 – 0                                                                          | Slovenia under 21                                                              | Qual. Europeo Under-21 2011                                                    | -                                                                              | 45’- 86’                                                                       |
| 9-10-2009                                                                      | Kiev                                                                           | Ucraina under 21                                                               | 1 – 1                                                                          | Belgio under 21                                                                | Qual. Europeo Under-21 2011                                                    | -                                                                              | 66’                                                                            |
| 13-10-2009                                                                     | Mouscron                                                                       | Belgio under 21                                                                | 0 – 0                                                                          | Francia under 21                                                               | Qual. Europeo Under-21 2011                                                    | -                                                                              |                                                                                |
| 13-11-2009                                                                     | Sint-Truiden                                                                   | Belgio under 21                                                                | 0 – 2                                                                          | Ucraina under 21                                                               | Qual. Europeo Under-21 2011                                                    | -                                                                              |                                                                                |
| 3-3-2010                                                                       | Lokeren                                                                        | Belgio under 21                                                                | 1 – 0                                                                          | Malta under 21                                                                 | Qual. Europeo Under-21 2011                                                    | -                                                                              | 62’                                                                            |
| 12-8-2010                                                                      | Vannes                                                                         | Francia under 21                                                               | 0 – 1                                                                          | Belgio under 21                                                                | Qual. Europeo Under-21 2011                                                    | -                                                                              |                                                                                |
| 3-9-2010                                                                       | Velenje                                                                        | Slovenia under 21                                                              | 2 – 2                                                                          | Belgio under 21                                                                | Qual. Europeo Under-21 2011                                                    | 1                                                                              |                                                                                |
| Totale                                                                         |                                                                                | Presenze                                                                       | 10                                                                             |                                                                                | Reti                                                                           | 2                                                                              |                                                                                |

## Palmarès

### Club
- Coppa Toto Al: 1

Maccabi Petah Tiqwa: 2015-2016